# Eremotylus sibiricus
Eremotylus sibiricus là một loài tò vò trong họ Ichneumonidae.